# Kdy se budeš vdávat?

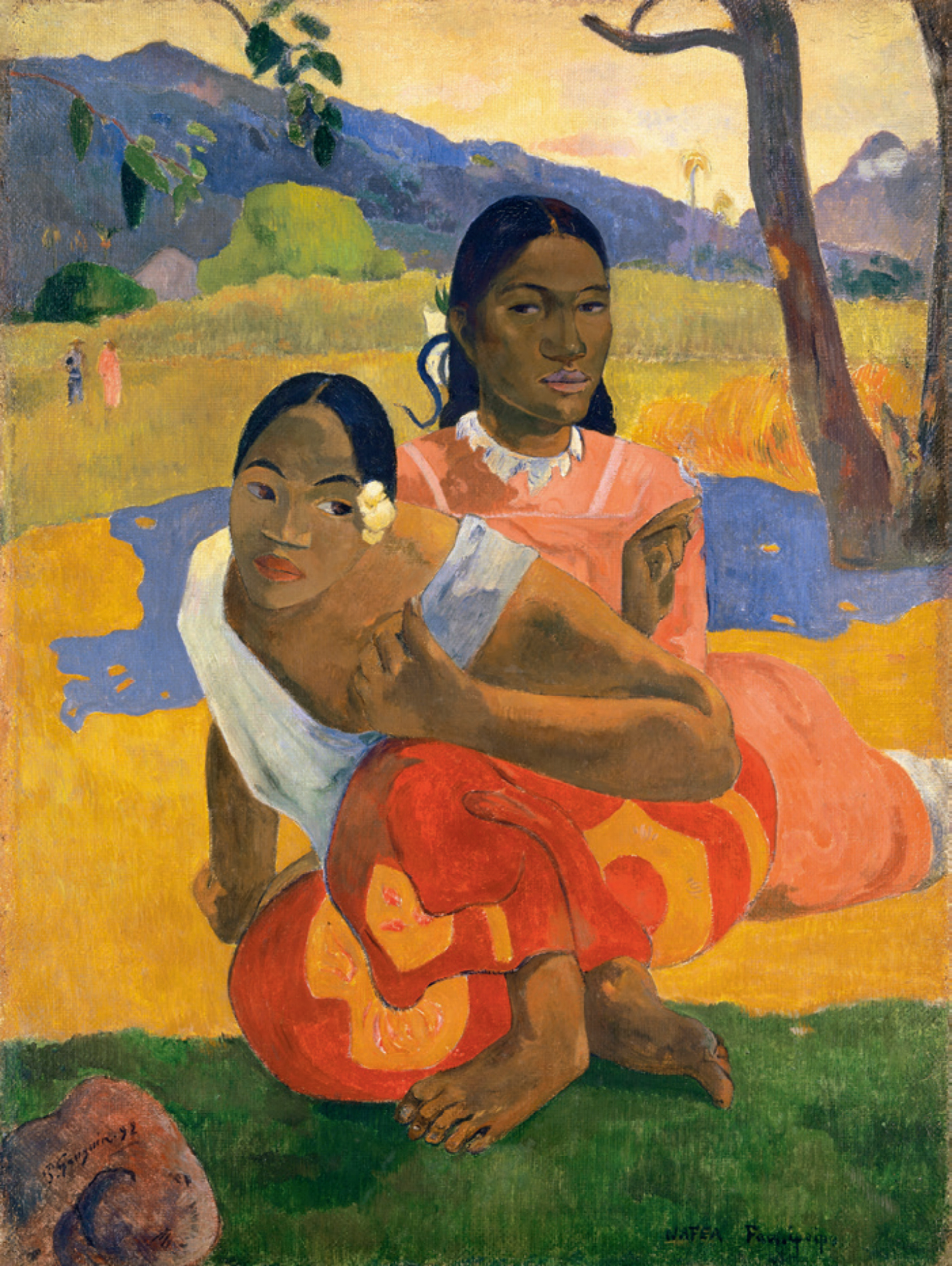
Obraz

Kdy se budeš vdávat? nebo Kdy se vdáš? (francouzsky: Quand te maries-tu?) je olejomalba francouzského postimpresionistického malíře Paula Gauguina. Obraz autor vytvořil roku 1892 během svého pobytu na Tahiti. Jako mnoho jiných jeho děl z té doby zachycuje tahitské ženy. Žena vepředu má tradiční tahitský oděv a květ za uchem, což naznačuje, že hledá manžela. Žena za ní má naopak evropský oděv, v barvě značně vybočující z celkového barevného ladění obrazu. Dělá gesto, o jehož významu se stále diskutuje. Možná jde o gesto výhružné. Na okraj obrazu Gauguin napsal Nafea faa ipoipo?, což je tahitsky „Kdy se budeš vdávat?“. V té době často obrazy nazýval tahitsky, ačkoli tento jazyk ovládal jen málo. Určité napětí mezi dvěma postavami na obraze, které popírá původní Gauguinův záměr najít na ostrově civilizací nedotčený ráj, učinil z malby jeden z nejslavnějších autorových obrazů. V roce 1917 ho zakoupil švýcarský obchodník Rudolf Staechelin a jeho rodina ho později dlouhodobě zapůjčila do Kunstmusea ve švýcarské Basileji, kde byl až do února 2015, kdy ho Staechelinova rodina prodala katarskému šejkovi Al-Majassa bint Hamad Al-Thaníovi za téměř 210 milionů amerických dolarů. Šlo o jednu z nejvyšších cen, jaká kdy byla zaplacena za umělecké dílo.